# Grazio Falisco
Grazio Falisco o Grattio Falisco (in latino Grattius Faliscus; Falerii, fine I secolo a.C. – dopo l'8 d.C.) è stato un poeta romano, vissuto in età augustea.

## Biografia
Di Grazio non abbiamo testimonianze biografiche, se non un verso di Ovidio, che nelle Epistulae ex Ponto afferma "visto che Grazio ha dato le giuste armi a chi caccia", includendolo in un catalogo di poeti. Sarebbe anche possibile, anche se non certo, che il suo lavoro fosse noto a Manilio.
L'epiteto Faliscus non è ammesso da tutti: infatti, nostris Faliscis del v. 40 del suo poema non implica necessariamente che egli fosse nativo di Falerii: ogni italico o anche siciliano potrebbe aver usato la stessa fraseologia e, in effetti vi è la possibilità che fosse proprio siciliano, poiché cita il fatto di aver spesso visto in difficoltà cani immersi nelle piscine bituminose della Sicilia.

## Opere
Di Grazio resta un Cynegeticon, un poema didascalico sulla caccia con i cani, pervenuto in cinque spezzoni per un totale di 536 esametri: in essi, il poeta descrive i vari tipi di caccia, le migliori razze di cavalli e cani, con preziose digressioni di argomento mitologico ed etico-religioso.
Dopo il proemio (1-23), il poeta tratta (24-119) delle attrezzature del cacciatore, dei mezzi di cattura e uccisione e, in secondo luogo (150-541) dei suoi compagni di caccia, cani e cavalli, con una breve sottosezione sul vestiario dei cacciatori. La parte più lunga è, comunque, quella dedicata ai cani (150-496), in modo da giustificare il titolo del poemetto; ma, oltre a gestire le loro razze e di allevamento, i loro punti forti e le malattie, Grazio è, nel complesso, abile a rompere la monotonia tecnica, come detto, con digressioni. 
Sono, infatti, quattro e riguardano un noto cacciatore (213-62); gli effetti miserabili del lusso sugli esseri umani (310-25), abbastanza curiosamente aggiunti alla prescrizione di una cucina "casalinga" per i cani; una grotta in Sicilia (430-66); un sacrificio a Diana (480-96). 
Ciò che restava dell'opera fu rinvenuto in Francia agli inizi del '500 dall'umanista italiano Jacopo Sannazaro, all'interno di un codice del IX secolo contenente anche gli Halieutica attribuiti a Ovidio e i Cynegetica di Nemesiano. L'editio princeps di tutte e tre le opere fu quella aldina del 1534.